# Nicotiana mutabilis
Nicotiana mutabilis là loài thực vật có hoa trong họ Cà. Loài này được Stehmann & Semir mô tả khoa học đầu tiên.